# Зодіакальна ера

Рух земної осі внаслідок гіроскопічної прецессії

Астрологічна ера (світова епоха, великий місяць, світовий місяць) (англ. age) — в астрології період, протягом якого точка весняного рівнодення знаходиться в одному знаку зодіаку.

## Причини зміни ер

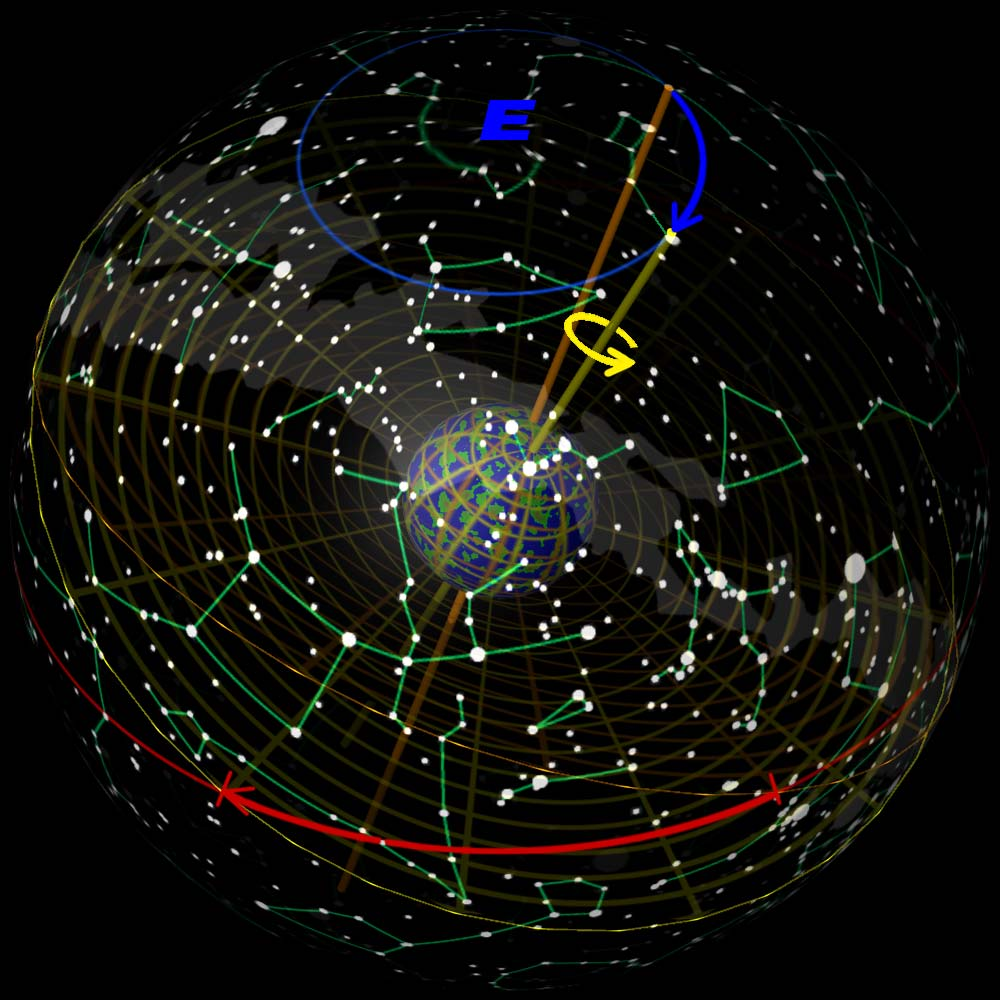
Прецесія

Зміна астрологічних ер пов'язана з таким явищем як випередження рівнодення, рух точки весняного рівнодення проти ходу зодіаку з швидкістю 50,290965"/рік або 1° за 71,6 роки. За назвою зодіакального знаку, в якому є точка весняного рівнодення, називається і астрологічна ера. Ми живемо в еру Риб, наступною буде епоха Водолія. Всі 12 ер (платонівських місяців) складають прецесійний, великий або Платонівський рік.

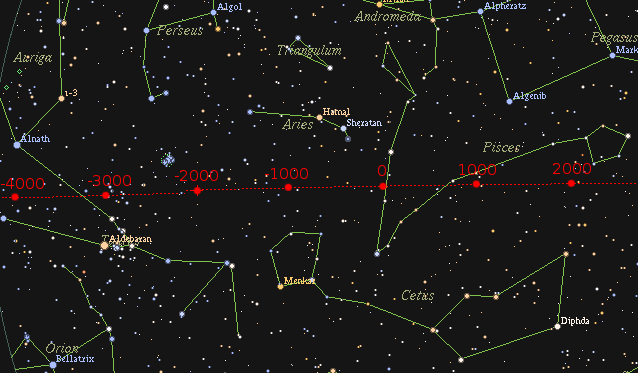
Рух точки весняного рівнодення

У джйотиші, яка використовує сидеричний зодіак, роки (самватсара) йдуть циклами по 60 і зодіакальний рік складе в ідеальній моделі 432 цикли по 60 років, тобто 25920 р., ера 36*60=2160 р., а Галактичний рік складе близько 9000 Платонівських років.
Важливо відрізняти знаки зодіаку від сузір'їв, пов'язаних з ними, але не тільки через їх віддалення один від одного з причини прецесії рівнодень, а ще й тому, що сузір'я різноманітні за формою та розміром і займають різну ширину екліптики. Наприклад, сузір'я Діви займає в п'ять разів більше екліптичної довготи, ніж сузір'я Скорпіона. Знаки зодіаку, з іншого боку, абстраговані від сузір'їв, і становлять рівно одну дванадцяту частину від повного кола кожен, тобто 30°-ий сектор, або ж шлях, пройдений Сонцем приблизно за 30,4 днів.
Крім того, якщо базуватися на рішеннях I Конгресу Міжнародного астрономічного союзу 1922 р., який впорядкував список і межі сузір'їв, в число зодіакальних правомірно також внести сузір'я Змієносця, Кита, Оріона і Секстанта. Інакше кажучи, планети, що рухаються в межах зодіакального пояса, проходять на тлі перерахованих 16-ти сузір'їв.
У тропічному зодіаку великим місяцем називають час, за який точка весняного рівнодення проходить 30 град., а великий день або світовий день — час, за який ця точка проходить 1 град. Точніше світовий рік становить 25771,4 юліанських років.

## Методи поділу прецесійного року
- За належністю точки весняного рівнодення до знаку зодіаку (найбільш поширений метод) .
- За належністю Ковша (астеризм у сузір'ї Велика Ведмедиця) до місячного дому (Саптаріші накшатра).
- За аянамшою — різницею між сидеричним і тропічним зодіаками.

Можна поділити Платонівський рік наступним чином — за початок його беремо дату сонячного Нового року (вхід Сонця в Овен сидеричний) біля дати нульової прецесії 17/05/285 р., коли не було різниці між тропічним і сидеричним зодіаком. Тут і далі приймаємо айанамшу Лахірі АЛ (різницю між двома зодіаками), і вважаємо наявним нульовий рік (якщо рахувати без нього, дати до н. е. відповідно змінюються на 1 рік).
Тривалість ери 25771,4/12=2147,617 роки . Або 5 коротких ер і 7 довгих — 2147*5+2148*7=25771.

## Початок ер
| Знак     | Лат. аналог | Аянамша, градусів | Початок ери, астроном. дата | Події |  |
| -------- | ----------- | ----------------- | --------------------------- | --- |  |
| Стрілець | Sagittarius | 90                | -19043                      | . |  |
| Скорпіон | Scopio      | 120               | -16895                      | (тибетське літочислення -16016 р., Пікове віслінське зледеніння, мекленбурзька фаза) |  |
| Терези   | Libra       | 150               | -14748                      | (Готське зледеніння, або Вюрм IV (14-12 тис. р. до н. е.)) |  |
| Діва     | Virgo       | 180               | -12600                      | (Мейєндорфська осциляція, подія Хайнріха, озеро Куіцео (Мексика), метеорит -10900 р.) |  |
| Лев      | Leo         | 210               | -10453                      | (Пізній дріас плейстоцена, 11 тисячоліття до н. е., затоплення Атлантиди -9440 р., храмовий комплекс Гебеклі-Тепе)                                                                                 |  |
| Рак      | Cancer      | 240               | -8305                       | (Пребореальний період Голоцену, Бореальний період, календар саптаріші із 6676 до н. е.) |  |
| Близнята | Gemini      | 270               | -6158                       | (Антіохійська ера 1.09.-5968 р. Глобальне похолодання 6200 року до н. е., Чорномор. потоп, 7 тисячоліття до н. е.)                                                                                 |  |
| Тілець   | Taurus      | 300               | -4010                       | (17/12/-4083 р. за аянамшою)(єврей. календар від 25.09.-3759 або 6.09.-3760 р. , Посуха 3900 року до н. е., 4 тисячоліття до н. е.), Велика посуха 2200 р. дне, зникнення р. Сарасваті 1900 р. дне |  |
| Овен     | Aries       | 330               | -1863                       | ((23/02/-1890 р. за аянамшою)Похолодання середньої бронзової доби, 1628 до н. е. — Мінойське виверження Санторіні в Егейському морі, 65 км ³ викидів, 2 тисячоліття до н. е.)                      |  |
| Риби     | Pisces      | 0                 | 285                         | = 21/03/285 р., (ера Діоклетіана («Anno Diocletiani» 29.08.284 р.) |  |
| Водолій  | Aquarius    | 30                | 2433                        | (30/10/2440 р. за аянамшою), «кінець світу» за Нострадамусом — 3797 р. |  |
| Козерог  | Capricorn   | 60                | 4580                        | (13/04/4576 р. за аянамшою) |  |
| Стрілець | Sagittarius | 90                | 6728                        | |  |

## Ери в сучаснійезотериці
Вивчення астрологічних ер належить до мунданної астрології.
В останні десятиліття все більше збільшується інтерес до історичних спекуляцій, що ґрунтуються на явищі зміни ер. У результаті кругового зсуву земної осі Сонце в перший день астрономічної весни кожні 2148 років з'являється на тлі нового знаку. Астрологи намагаються пов'язати історичні процеси з моментами входження Сонця в область нових сузір'їв.
Різні астрологи називали різні дати початку «ери Водолія»: 1904, 1910, 1917, 1936, 1962, 2000, 2012 роки та ін.
Такі розбіжності викликані вибором різних моментів для точки відліку, так на Сході за початок відліку можуть вибрати початок калі-юги — 3102 р. до н. е. або її кінець 2014 р., на Заході — початок християнської ери близько 25 р., прихильники нью-ейдж можуть вибрати календар майя — початок або кінець ери 5 сонця -3114 р. до н. е. і 2012 р. Так чи інакше, але астрологи впевнені, що від зміни сузір'їв, які є фоном для Сонця в перший день астрономічної весни, залежать цикли історичного розвитку людства. Для кожної такої «ери» нібито характерні своя форма релігії, суспільного устрою, етики і філософії.
«Ера Риб» була епохою християнства. Оскільки передбачається, що Водолій (Акваріус) — істота чоловічої статі, нова «ера Водолія», на думку астрологів, повинна стати епохою гуманізму і братерства людей. Астрологи заявляють, що настає епоха загальної гармонії, миру та окультизму. Також всупереч «чоловічому» значенню Водолія, вважають, що «Нова ера» стане епохою фемінізму або навіть матріархату. Етична система цієї «золотої доби» повинна ґрунтуватися на людській свободі.
У XX столітті з'явилося багато окультно-містичних творів, присвячених прийдешній «ері Водолія». Одну з цих книг, що називається «Євангеліє Ісуса ери Водолія», опублікувала 1970 року Єва Даулінг. Її автор — нібито хтось Леві, якому в 1911 р. надиктував все це «ангел».
У більшості астрологічних доктрин Особистість Творця замінена безособовим космосом. Головне положення світогляду астрологів полягає в окультному принципі точної відповідності між космосом і земним життям. Коротко це положення формулюється так: «Що на небі, то й на землі», або «Земля виражає небо».

## Інші методи періодизації історії
З астрологічними способами періодизації частіше пов'язують історію духовних вчень і релігій, есхатологію. Також важливими є календар саптаріші, в якому використовують саптаріші юги тривалістю 2700 р. (50 екселігмосів або 90 р. Сатурна) і великий рік Геракліта. За Гераклітом, великий рік складається з 10800 сонячних років.
Цей рік деякими називається також геліаком; інші (Геракліт) називають його божим роком … Аристарх вважав його рівним 2484 років обертання (сонця) … Геракліт і Лінь — 10800.
Геракліт перший робить спробу обчислити тривалість світового року тобто часу від виникнення світу до світової пожежі. Вважають, що він у своїх обчисленнях керувався такими міркуваннями. Він вважав тривалість людського покоління рівній 30 років і брав цей проміжок часу за день космічного року. Укладаючи в собі 360 таких днів, «великий рік» дорівнює 30x360 = 10800 наших років.
Є ще інша думка, за яким великий рік Геракліта дорівнює 18000 років. Подібно до того, як тривалість людського покоління дорівнює 30 рокам, і світ має 30 років життя, тобто 30x12 = 360 світових місяців. Але кожен світової місяць дорівнює нашому століттю (світовий місяць = століття). Таким чином, отримаємо всього 36000 наших років: цей цикл розпадається на «шлях вгору» і «шлях вниз». Розділивши 36000 на 2, отримаємо 18000 «великий рік». Така гіпотеза Шустера.
Методи періодизації історії суспільства і планети можуть ґрунтуватися на самих різних циклах: сонячної активності, припливних явищ (припливна сила Місяця, Сонця), сарос, еволюції руху Землі (коливання швидкості руху, коливання земної осі, зміна орбітальних параметрів), взаємодії в Сонячній системі, повторення однакових взаємних положень планет. Повний цикл зміни ексцентриситету завершується протягом 92 тисяч років. Період зміни кута нахилу земної осі дорівнює 40 тисячам років.
Найвідоміші — * цикл повних сонячних затемнень 532 р. і кратні йому 1596 р. 2660 р., 7980 р. та 9576 р.(М. О. Чмихов)
- 1620-річний палеокліматичний цикл констеляції Місяця, що викликає чергування 810-річних епох глобальних похолодань і потеплінь. Він відомий з початку ХХ в. і пов'язаний, перш за все, з іменами двох видатних палеокліматологів: шведа Отто Петтерсона і росіянина Арсенія Шнітнікова. Відомі також як осциляція Дансгора-Ешгера з періодом 1470 р.